# Baikal-Azurjungfer
Die Baikal-Azurjungfer (Coenagrion glaciale) ist eine Kleinlibellenart aus der Familie der Schlanklibellen (Coenagrionidae), die als kälte-stenotope Art kaltes klares und nährstoffarmes Wasser stehender Gewässer bevorzugt. Das Hauptverbreitungsgebiet liegt in Ostsibirien, zwei isolierte Vorkommen südlich und westlich des Urals, und damit bereits im europäischen Teil Russlands, wurden erst vor kurzem weit westlich des bisher bekannten Bereichs entdeckt.

## Merkmale
Die Baikal-Azurjungfer zeigt die für Azurjungfern typischen Merkmale, ist mit einer Körperlänge von ca. 25 bis 28 Millimetern gegenüber den anderen Vertretern der Gattung jedoch deutlich kleiner, sogar noch kleiner als die im gleichen Habitat lebende Nordische Azurjungfer (Coenagrion johanssoni). Die Postokularflecken sind in der Horizontalen länglicher ausgebildet als bei anderen Azurjungfern und am Hinterrand leicht gezackt.
Bei den männlichen Imagines ist das Zeichnungsmuster des Abdomens unverkennbar, der Großteil der Abdominalsegmente drei bis sieben ist geschwärzt, das zweite Segment zeigt eine großflächige schwarze U-förmige Zeichnung auf dem ansonsten blauen Untergrund. Die männlichen Paraprokte sind doppelt oder fast doppelt so lang wie die variablen Cerci, bei denen die unteren deutlich über die oberen überstehen.
Das Abdomen der Weibchen ist oberseits überwiegend geschlossen schwarz gezeichnet, so dass nur beim achten Segment, das eine charakteristische Einschnürung der Zeichnung auf der körperzugewandten Seite des Abdominalsegments zeigt, die intensive tiefblaue Grundfärbung auf Thorax und Abdomen aufscheint. Der Hinterrand des Prothorax der weiblichen Imagines zeigt in dorsaler Ansicht einen sanften, aber kennzeichnenden Mittellappen, der in lateraler Sicht noch deutlicher ausfällt, und den Prothorax von der Seite entfernt einem Hundekopf ähneln lässt.
Es besteht eine Verwechselungsgefahr mit der ähnlich gezeichneten Mond-Azurjungfer (Coenagrion lunulatum).

## Verbreitung

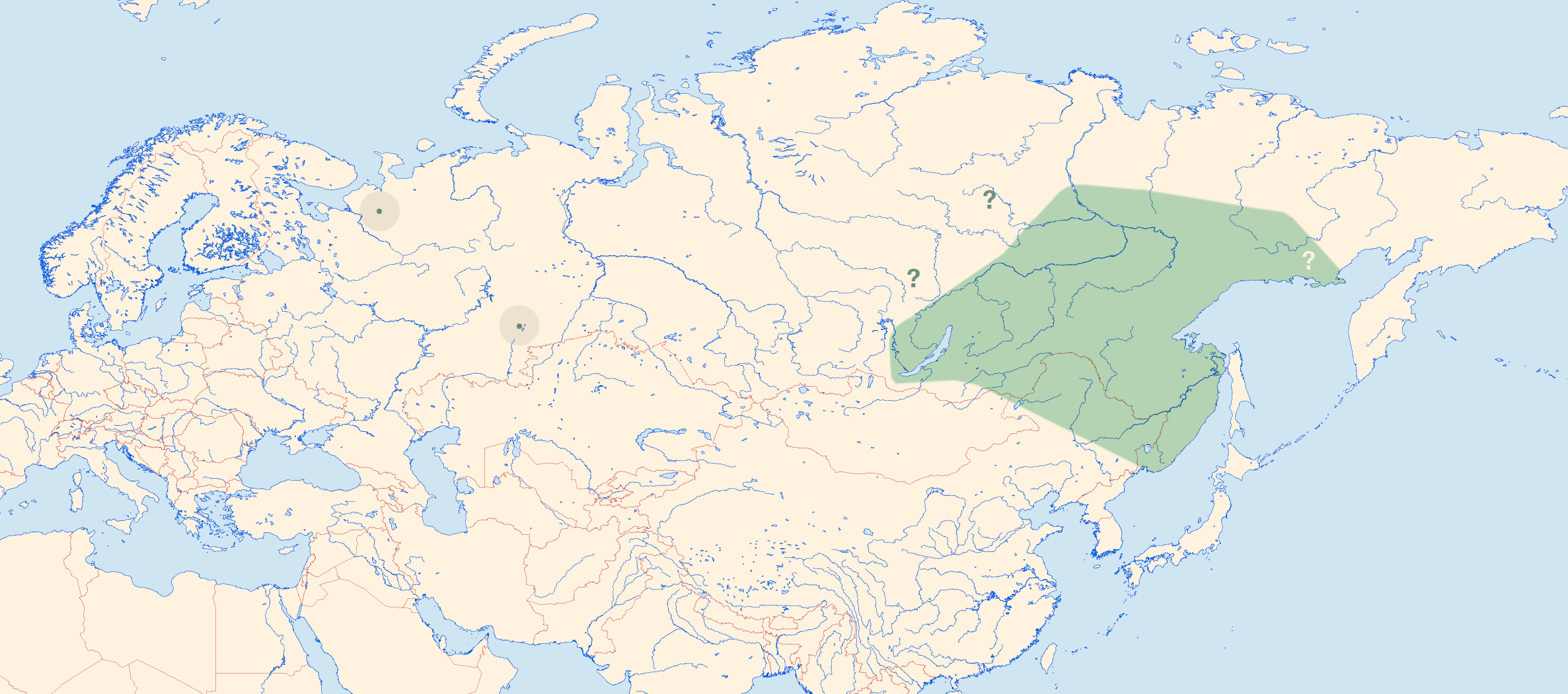
Verbreitung von Coenagrion glaciale. Die genaue Ausdehnung vor allem im Nordwesten und Südosten ist allerdings nicht bekannt.

Das Hauptverbreitungsgebiet von C. glaciale liegt in Ostsibirien, vom südlichen Jakutien bis zum Ochotskischen Meer, und südlich bis in den Nordosten Chinas. Die genaue Ausdehnung des Vorkommens ist allerdings aufgrund mangelnder Datenlage äußerst hypothetisch.
Die bekannten Vorkommen konzentrieren sich in einem breiten Gürtel im Südosten Russlands vom Baikalsee und der oberen Angara, entlang des Amur und seiner westlichen Nebenflüsse bis zu den Regionen Chabarowsk und Primorje. Hier erreicht C. glaciale die Grenze zu Nordkorea, wo ein Vorkommen daher wahrscheinlich, aber nicht bestätigt ist. Für die Mandschurei gibt es Funde aus der Umgebung südöstlich von Harbin, die weitere Verbreitung in China ist aber praktisch unbekannt.
Die westliche Verbreitungsgrenze verläuft in nördlicher Richtung entlang der oberen Angara bis Bratsk. Weiter nördlich ist der Verlauf unbekannt, die nächsten dokumentierten Vorkommen befinden sich im Südwesten Jakutiens, in der Nähe der Mündung des Chayanda in den Njuja und im Becken der unteren Lena. Das Verbreitungsgebiet erreicht seine nördlichste Ausdehnung bei Zhigansk und verläuft dann südöstlich bis in den Norden des Ochotskischen Meeres, auch in diesem Abschnitt besteht eine nur lückenhafte Kenntnis der Verbreitung, es sind nur wenige Funde aus den Becken der Indigirka und der Moma bekannt.
Das tatsächliche Verbreitungsgebiet der Baikal-Azurjungfer wird wahrscheinlich größer sein, als es sich auf der Grundlage der bekannten Daten darstellt, vor allem an der nordwestlichen Verbreitungsgrenze. Zwei wahrscheinlich isolierte Vorkommen wurden erst 2009 in zwei getrennten Studien weit westlich des bisher bekannten Bereichs entdeckt. Das erste befindet sich in den Ausläufern des Südurals bei Tscheljabinsk, das zweite in der Region Pinega, westlich des Urals und damit bereits im europäischen Teil Russlands und ca. 3200 km vom bisher bekannten Verbreitungsgebiet und 1350 km vom Vorkommen im Südural entfernt. Das Verbreitungsgebiet von C. glaciale stellt sich damit disjunkter dar, als bisher angenommen.

## Lebensweise
Die Baikal-Azurjungfer ist eine kälte-stenotope Art, die kaltes klares und nährstoffarmes Wasser bevorzugt und daher nur an Gewässern vorkommt, die für längere Zeit zugefroren sind oder von einem kalten Zufluss gespeist werden. Bevorzugt werden stehende Gewässer, C. glaciale scheint aber in der Wahl der Habitate toleranter als die Sibirische Azurjungfer (Coenagrion hylas) und akzeptiert auch saure Gewässer. Die Baikal-Azurjungfer, die sich hauptsächlich in der Vegetation aufhält, bevorzugt insbesondere Seggenriede verschiedener Dichte mit Beimischungen anderer Pflanzenarten, die genügend Raum für die Aktivitäten der Art lassen und gleichzeitig Windschutz bieten. So scheint ein wichtiger Standortfaktor das Vorkommen von windbegrenzender Wald- oder Buschvegetation zu sein, die diese kleine und empfindliche Art an den Entwicklungsgewässern schützt. Dies ist insbesondere wegen der frühen Flugzeit der Imagines wichtig, die mit häufigen und kühlen Winden einhergeht.

## Systematik
Coenagrion glaciale wird innerhalb der Schlanklibellen in die Gattung der Azurjungfern (Coenagrion) gestellt, die 1890 von William Forsell Kirby angelegt wurde. Die vierzig Arten zählende Gattung ist hauptsächlich in Europa und Asien verbreitet, drei Arten sind in Nordamerika vertreten. Coenagrion glaciale wurde 1872 von Edmond de Selys-Longchamps erstbeschrieben. Das Artepitheton glaciale leitet sich vom lateinischen Wort glacialis für ‚eisig‘ ab und beschreibt die kälte-stenotope Art, die nur an Gewässern vorkommt, die für längere Zeit zugefroren sind.